# Silvia Grilli
Silvia Grilli (Forlimpopoli, 12 settembre 1961) è una giornalista italiana.

## Biografia
Laureata in Lingua e letteratura americana all'Università Ca' Foscari di Venezia, dopo aver studiato Storia e civiltà francese alla Sorbona di Parigi, comincia la carriera giornalistica nei quotidiani La Notte, L'Indipendente, Il Giornale, per poi passare al settimanale Epoca. Nel 1998 è caporedattore attualità di Anna e nel 2000 caporedattore centrale di Cosmopolitan. 
Ha collaborato con Il Foglio e testate internazionali tra cui The Guardian, The New York Observer, The New York Sun.
Nel 2001 diventa inviato speciale per Panorama e firma reportage da Stati Uniti, Medio Oriente e Cina.
Nel 2005 è condirettore di Grazia, di cui diventa l'anno successivo direttore responsabile. Nel 2006 l'editore Mondadori le chiede di cambiare il volto del settimanale Grazia e renderlo più contemporaneo. Intuendo le potenzialità della comunicazione on-line, decide di aprire il blog di Grazia, il primo di un magazine in Italia. Il blog tratta di attualità, moda e cultura in forma di racconto aperto ai commenti dei lettori
.
Nel febbraio 2007 lascia Grazia e parte per New York, da dove, in qualità di editor-at-large, scriverà per le testate Mondadori. Alla fine di novembre dello stesso anno, torna in Italia per essere nominata vicedirettore di Panorama. 
Nel 2012 torna alla direzione di Grazia. Sotto la sua guida, il settimanale si rinnova totalmente, trasformandosi in una rivista di stretta attualità sia nel campo della cronaca sia della moda.
Dal 31 marzo 2021 conduce sul canale La5 il programma G21 - Ricostruiamo il futuro, dove, insieme a professionisti del settore, propone delle soluzioni per la ripresa economica dell'Italia dopo la pandemia di Covid-19 in Italia. Il titolo della trasmissione fa riferimento ad un inserto della rivista Grazia, di cui la giornalista è direttrice, con titolo e intenti medesimi.

### Vita privata
È sposata con Christian Rocca, direttore del giornale on line Linkiesta, con cui ha avuto una figlia.